# Artiom Zaguidouline
Artiom Rinatovitch Zaguidouline - en russe : Артём Ринатович Загидулин et en anglais : Artyom Zagidulin - (né le 8 août 1995 à Magnitogorsk en Russie) est un joueur professionnel russe de hockey sur glace. Il évolue au poste de gardien de but.

## Biographie
Formé au Metallourg Magnitogorsk, il entame sa carrière en junior avec les Stalnye Lissy dans la MHL en 2012. En 2015, il joue son premier match en senior dans la KHL avec le Metallourg Magnitogorsk. En 2019, il part en Amérique du Nord avec les Heat de Stockton dans la Ligue américaine de hockey. Le 25 février 2021, il joue son premier et unique match dans la Ligue nationale de hockey avec les Flames de Calgary chez les Sénateurs d'Ottawa.